# Lindy Hemming
Lindy Hemming (ur. 21 sierpnia 1948 w Walii w Wielkiej Brytanii) – brytyjska kostiumografka filmowa i teatralna. Laureatka Oscara za najlepsze kostiumy do filmu Topsy-Turvy (1999) Mike’a Leigh.
Studiowała na londyńskiej Royal Academy of Dramatic Art. Projektowała kostiumy do spektakli znanych teatrów na West Endzie, Royal Shakespeare Company i Royal National Theatre. Wykonała kostiumy do sześciu filmów o agencie 007 Jamesie Bondzie – od GoldenEye (1995) do Casino Royale (2006). Ponadto pracowała m.in. nad filmami: Cztery wesela i pogrzeb (1994), O mały głos (1998), Lara Croft: Tomb Raider (2001), Harry Potter i Komnata Tajemnic (2002), Batman: Początek (2005), Mroczny rycerz (2008), Mroczny rycerz powstaje (2012), Wonder Woman (2017).

## Nagrody
- 1995 – nominacja na nagrody BAFTA za najlepsze kostiumy do filmu Cztery wesela i pogrzeb
- 2000 – Oscar za najlepsze kostiumy do filmu Topsy-Turvy
- 2003 – nominacja do nagrody Saturn za najlepsze kostiumy do filmu Harry Potter i Komnata Tajemnic
- 2006 – nominacja do nagrody Saturn za najlepsze kostiumy do filmu Batman: Początek